# ANN 뉴스 세븐
ANN 뉴스 세븐은 일본의 민영방송국 TV 아사히를 중심으로 한 ANN계열 방송국에서 1975년 3월 31일부터 1987년 9월 27일까지 방송했던 아침 뉴스 프로그램이다.

## 개요
- 방송 시작 당시 다른 방송국의 아침뉴스와 달리 오전 7시 ~7시 30분까지 30분간 방송했었으나[1]1979년 4월 이후부터는 7시 15분까지만 방송하기 시작했다.
- ANN계열국 중 NNN과 크로스넷 관계를 맺고있었던 TV 이와테, TV 신슈, 니혼카이 TV, 야마구치 방송, TV 오이타는 NNN계열 아침뉴스를, FNN과 크로스넷 관계를 맺고 있던 TV 구마모토, TV 미야자키는 FNN계열 아침뉴스를 방송했다.

## 프로그램을 방송하던 지역 민방 네트워크
- 전국 아사히방송(지금의 TV 아사히)
- 홋카이도 TV 방송
- 아오모리 방송[2]
- 히가시닛폰 방송[3]
- 아키타 TV(방송개시~1987년 3월[4])
- 야마가타 TV(방송개시~1980년 3월[5])→야마가타 방송(1980년 4월~방송종료)
- 후쿠시마 방송[6]
- 니가타 종합 TV(1981년 4월 ~ 1983년 9월,일요일은 방송하지 않았음.) → 니가타 TV21(1983년 10월 개국 당시부터.)
- 시즈오카 현민 방송(현 시즈오카 아사히 TV)[7]
- 나고야 방송(주쿄 광역권 - 1987년 4월 나고야 TV 방송으로 명칭변경)
- 아사히 방송(긴키 광역권 - 이하 ABC)
- 히로시마 홈TV
- 세토나이카이 방송(1979년 4월부터 오카야마-가가와 방송구역 1차광역화에 의해 오카야마 취재도 담당.[8])
- 규슈 아사히 방송(이하 KBC)
- 가고시마 TV(방송개시 ~ 1981년 3월,NNN계열 아침 와이드 프로그램 방송시작에 의해 중단.) → 가고시마 방송(1982년 10월 개국 당시부터 방송시작)